# Zamarada crystallophana
Zamarada crystallophana är en fjärilsart som beskrevs av Paul Mabille 1900. Zamarada crystallophana ingår i släktet Zamarada och familjen mätare. Inga underarter finns listade i Catalogue of Life.